# Simon & Garfunkel
Simon & Garfunkel bio je američki kantautorski duet, u sastavu Paul Simon i Art Garfunkel. Godine 1957. osnovali su grupu Tom & Jerry, i postigli prvi uspjeh manjim hitom "Hey, Schoolgirl".
Prvim hit kao Simon & Garfunkel, The Sounds of Silence objavili su 1966. godine.
Njihova glazba korištena je u čuvenom filmu Diplomac (1967), što je dodatno učvrstilo njihov status značajnih glazbenika.
Poznati su po svojim suzdržanim vokalnim harmonijama i ponekad nestabilnom profesionalnom odnosu. Njihov posljednji album Bridge over Troubled Water, više je puta odgađan radi umjetničkih razilaženja. 
Bili su među najpopularnijim glazbenicima 1960-ih; Osim "The Sounds of Silence", među velikim hitovima ističu se "I Am a Rock", "Homeward Bound", "A Hazy Shade of Winter", "Mrs. Robinson", "Bridge over Troubled Water", "The Boxer", "Cecilia", i "Scarborough Fair/Canticle".
Osvojili su nekoliko nagrada Grammy te su uvedeni u Rock and Roll Hall of Fame i Long Island Music Hall of Fame (2007.). 
Nakon razlaza 1970.,godine okupili su se nekoliko puta, kao 1981. na koncertu u Central Parku u New Yorku koji je okupio oko 500 000 ljudi.

## Izabrana diskografija
- 1964. Wednesday Morning, 3 A.M.
- 1966. Sounds of Silence
- 1966. Parsley, Sage, Rosemary and Thyme
- 1968. Bookends
- 1970. Bridge over Troubled Water
- 1982. The Concert in Central Park

## Galerija
- Simon and Garfunkel (1966.)
- Simon and Garfunkel (1968.)
- Koncert u Rotterdamu (1982.)
- Jazz Fest (2010.)

## Vanjske poveznice
- Službena stranica - simonandgarfunkel.com
- Paul Simon Službena stranica - paulsimon.com
- Art Garfunkel Službena stranica - artgarfunkel.com
- allmusic.com   Arhivirana inačica izvorne stranice od 26. siječnja 2005. (Wayback Machine)
- Simon & Garfunkel An Illustrated Discography - peterclericuzio.com